# Rajymbek batyr
Rajymbek batyr (kaz. Райымбек батыр) – stacja metra w Ałmaty w Kazachstanie.
Stacja początkowa, jedna z siedmiu stacji na czerwonej linii. Otwarcie stacji nastąpiło 1 grudnia 2011.